# 刘岳 (元朝)
刘岳（？—？），字公泰，南康軍星子县人，元朝初年名医。
祖父为宋朝名医。少年时于白鹿洞书院读书，能承家学。元世祖平定江南，有司推荐刘岳应聘，世祖于便殿召对，欣赏他的才能，授以奉议大夫，任太医院院使。刘岳精于脉诊，诊病以指抚按三下，即知受病之源，人称“刘三点”，又称刘三虞。后改任翰林学士、知制诰，同修国史。出为建昌路推官。